# 共析
共析（きょうせき:eutectoid）は合金などが凝固するときの凝固形態、結晶組織の一つで、固相γが分解して固相αと固相βを形成したときにできる結晶である。
共析ができるような反応を共析反応（eutectoid reaction）という。
γ→α+β
（液相Lが分解する共晶反応とよく似ている。）

## 状態図

鉄の温度（縦軸）、炭素量（横軸、重量パーセント）による相の関係。図中の(eutectoid)の濃度で共析。γ(austenite)→α+β(pearlite)